# Збройні сили Алжиру
Національна народна армія Алжиру — військова організація держави Алжир, призначена для захисту свободи, незалежності і територіальної цілісності держави, реалізації незалежної зовнішньої політики. Алжир має великі та достатньо добре оснащені збройні сили, що здатні відповідати на зовнішні та внутрішні загрози. Збройні сили Алжиру складаються з сухопутних військ, територіальних протиповітряних військ, повітряних сил і військово-морського флоту. Загальна чисельність особового складу збройних сил Алжиру — до 220 тис. осіб.
Щорічні витрати на оборону, станом на 2008 рік, складають 3,4 % від ВВП держави, або 5,4 млрд доларів США (37-ме місце в світі); станом на 2012 рік, 4,5 % від ВВП (8-ме місце в світі).
Головним умовним супротивником Алжиру виступає королівство Марокко, з яким держава межує на заході й має невирішені територіальні й міграційні суперечки. Внутрішнім ворогом вважаються ісламські фундаменталістські угруповання, що ведуть терористичне протистояння з владою з 1992 року, коли військовими були скасовані результати парламентських виборів, на яких переміг Ісламський фронт порятунку і урядом у державі був введений воєнний стан.

## Історія
Національна народна армія Алжиру сформована 1962 року від часу набуття державою незалежності в результаті національно-визвольної війни з французькою метрополією. ННАА є правонаступницею Національно-визвольної армії (НВА), сформованої 1954 року задля збройної боротьби за незалежність (1954—1962).
ННАА брала участь у ряді військових конфліктів, у тому числі внутрішніх:
- Алжирська війна,
- Алжирсько-марокканський прикордонний конфлікт,
- Війна Судного дня проти Ізраїлю,
- Війна у Західній Сахарі,
- Громадянська війна в Алжирі,
- Ісламське повстання в Магрибі.

## Керівництво
Верховним головнокомандувачем Збройних сил Алжирської Народної Демократичної Республіки виступає президент країни (Абделазіз Бутефліка), який очолює консультативний орган — Вищу раду безпеки Алжиру. До Вищої ради входять: президент, прем'єр-міністр, міністри оборони, фінансів, зовнішніх і внутрішніх справ, юстиції, начальник генштабу, командувачі видами збройних сил. У віданні президента рішення про введення надзвичайного стану, оголошення війни, застосування збройних сил і укладання мирних угод.
Керування збройними силами відбувається через Міністерство національної оборони Алжиру. Президент держави, Абдельазіз Бутефліка, одночасно обіймає й посаду міністра оборони країни.
Безпосереднє керівництво збройними силами виконує керівник штабу Національної народної армії через генштаб і командувачів окремих видів військ. Станом на 2004 рік, начальник генштабу — генерал-майор Ахмед Гаїд Салах.

## Військові звання

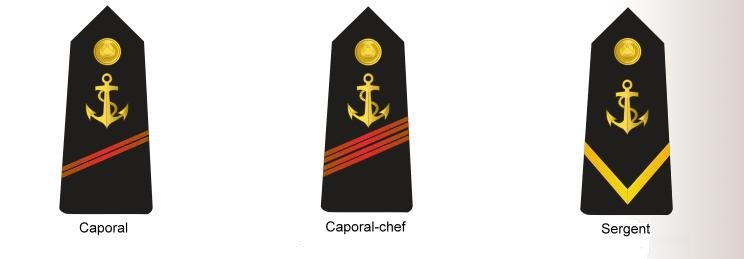
Погони матросів ВМС
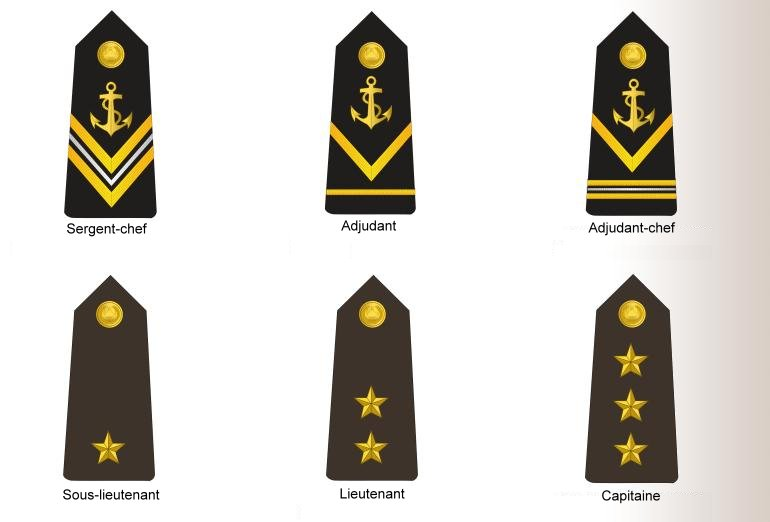
Погони офіцерів ВМС і армії
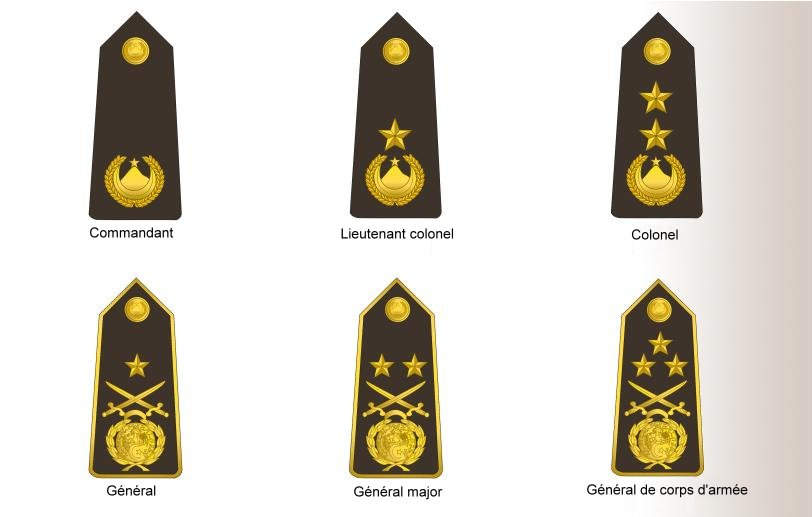
Погони старших офіцерів ВМС

## Армія

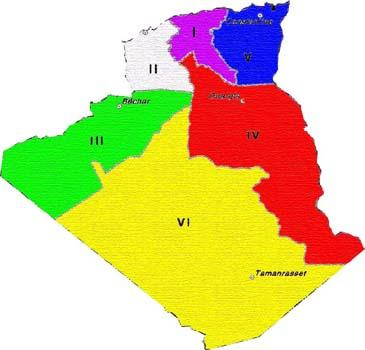
Військові округи

Чисельність особового складу сухопутних військ, станом на 1997 рік, становила 107 тис. осіб. Комплектування здійснюється по призову, на основі закону про загальну військову повинність, громадянами Алжиру у віці 19-30 років, а також на добровільній основі з 17 років. Строкова служба — 1,5 роки (6 місяців початкова військова підготовка). За ухиляння від строкової служби — 5 років тюремного ув'язнення. Призовні ресурси — щорічно 342 тис. молодих чоловіків досягають призовного віку. Граничний вік військової служби для генералів 56 років, генерал-майорів — 60 років, начальника генштабу — 64 роки.
Верховне командування армії розташовується в столиці держави, Алжирі. Командувач сухопутними військами, станом на 2009 рік, генерал-майор Ахсен Тафер.
Територія країни поділяється на 6 військових округів:
- Північний (I) зі штабом командування в Бліді.
- Північно-західний (II) зі штабом командування в Орані.
- Південно-західний (III) зі штабом командування в Бешарі.
- Східний пустельний (IV) зі штабом командування в Варглі.
- Східний (V) зі штабом командування в Константіні.
- Сахара (VI) зі штабом командування в Таманрассеті.

Структурно армія Алжиру складається з:
- 2 бронетанкових дивізій (по 3 танкових і 1 механізованому полку),
- 2 механізованих дивізій (по 3 механізованих і 1 танковому полку),
- 1 аеромобільної дивізії (5 полків),
- 9 мотопіхотних бригад,
- 30 окремих механізованих батальйонів,
- 7 окремих артилерійських дивізіонів,
- 5 окремих зенітних артилерійських дивізіонів,
- 4 окремих інженерних батальйонів,
- 2 батальйонів рейнджерів[9].

На озброєнні армії знаходяться 1485 танків радянського і російського виробництва, станом на 2024 рік:
- 325 основних бойових танків Т-72 (поставки СРСР, Україна),
- 290 середніх танків Т-62 (СРСР),
- 270 середніх танків Т-54 і Т-55 (СРСР),
- 600 основних бойових танків Т-90СА (РФ).

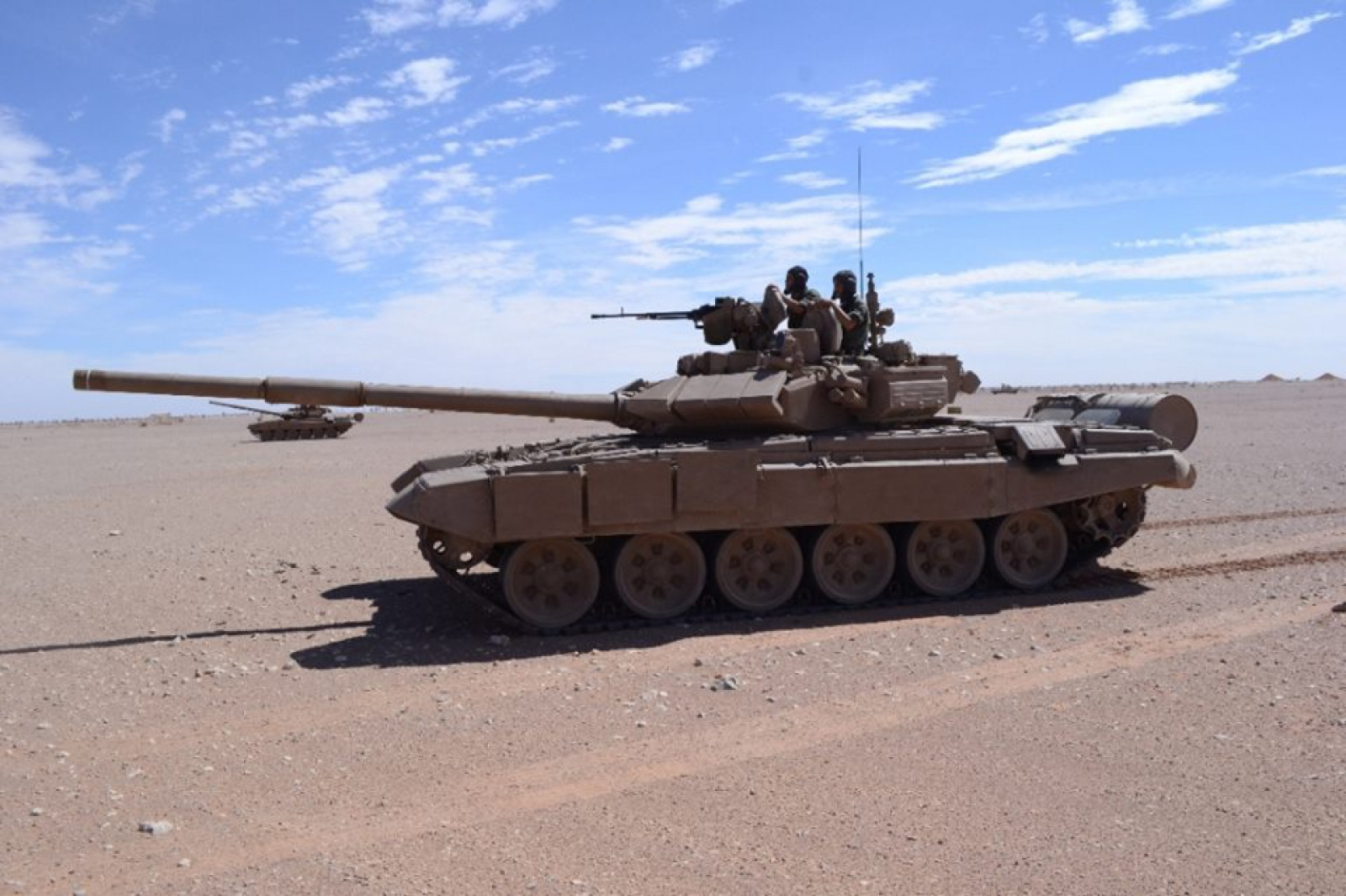
Т-90 поблизу Тіндуфа

На озброєнні армії знаходиться 1,7 тис. броньованих машин, переважно радянського виробництва:
- 680 бойових броньованих машин БМП-1 (СРСР),
- 260 бойових броньованих машин БМП-2 (СРСР, Словаччина, Україна),
- 100 TH 390 Fahd (Єгипет),
- 300 бойових броньованих машин БТР-60 (СРСР),
- 150 бойових броньованих машин БТР-80 (СРСР),
- 150 бойових броньованих машин OT-64A,
- 50 бойових броньованих машин M-3 Panhard AML-60,
- 90 бойових броньованих машин розвідки БРДМ-2 (СРСР)[6].

У 2011—2012 роках Алжир звернувся до Німеччини і замовив і першу партію бронетранспортерів TPz 1 Fuchs у кількості 54 одиниць з 1200 запланованих.
Артилерійське оснащення алжирської армії становлять артилерійські системи радянського виробництва:
- 170 одиниць самохідної артилерії, з яких
  - 140 122-мм самохідних гаубиць 2С1 «Гвоздика»,
  - 30 152-мм самохідних гаубиць 2С3 «Акація»,
- 375 одиниць буксируємої артилерії, з якої
  - 160 122-мм гаубиць Д-30 (СРСР),
  - 25 122-мм гармат Д-74,
  - 100 122-мм гармат М-1931
  - 60 120-мм гаубиць М-30,
  - 10 130-мм гармат М-46,
  - 20 152-мм гармат МЛ-20,
- 330 мінометів:
  - 150 82-мм БМ-37,
  - 120 120-мм М-1943,
  - 60 160-мм М-1943;
- 130 одиниць ракетних систем залпового вогню, з яких
  - 48 122-мм систем БМ-21 «Град»,
  - 48 140-мм систем БМ-14 та БМ-16,
  - 30 240-мм систем БМ-24,
  - 18 300-мм систем 9А52 «Смерч»[6].

На озброєнні алжирської армії знаходяться протитанкові засоби: 200 ПТРК «Мілан», 35 одиниць ПТРК «Фаланга», 18 одиниць ПТРК «Конкурс», 23 одиниці 9К11 «Малютка» і 411 одиниць 9К11 «Фагот».
Крім того на озброєнні:
- 18 пускових установок оперативно-тактичних ракет Фрог-4 і Фрог-7.

## ППО
До складу територіальних сил протиповітряної оборони Алжиру входить 3 бригади зенітної артилерії та 3 зенітно-ракетних полки.
На озброєнні протиповітряних сил Алжиру перебуває 700 одиниць загальновійськових засобів ППО:
- 100 14,5-мм установок ЗПУ-2 і ЗПУ-4,
- 225 23-мм самохідних установок ЗСУ-23-4 «Шилка» (СРСР),
- 100 23-мм зенітних установок ЗУ-23-2,
- 100 37-мм зенітних гармат М-1939,
- 70 57-мм зенітних гармат S-60,
- 20 85-мм зенітних гармат KS-12,
- 150 100-мм зенітних гармат KS-19,
- 10 130-мм зенітних гармат KS-30;
- 46 переносних зенітно-ракетних комплексів 9К31 «Ігла-1»,
- 180 переносних зенітно-ракетних комплексів 9К34 «Стріла-2»,
- 20 зенітно-ракетних комплексів «Стріла-1М»,
- 76 зенітно-ракетних комплексів 2К12Е «Квадрат»,
- 48 зенітно-ракетних комплексів 9К33 «Оса-АК»[6][9].

## Повітряні сили
Чисельність особового складу Повітряних сил, станом на 2009 рік, становила 14 тис. осіб. Комплектування здійснюється за контрактом.
Верховне командування військово-повітряних сил розташовується в столиці держави, Алжирі. Командувач ПС, станом на 2009 рік, генерал Абделькадер Лунес.
Структурно ПС Алжиру складаються з:
- 8 ескадрилей винищувачів,
- 6 винищувально-бомбардувальних ескадрилей,
- 2 розвідувальних ескадрилей,
- 2 патрульних ескадрилей,
- 4 транспортних ескадрилей,
- 1 заправочної ескадрильї,
- 5 тренувальних ескадрилей;
- 4 вертолітних ударних ескадрилей,
- 7 вертолітних транспортних ескадрилей,
- 1 вертолітної тренувальної ескадрильї[6][9].

Емблема алжирських ПС
Емблема алжирських ПС
«Крила» алжирських ПС

На озброєнні:
- до 300 бойових, транспортних та тренувальних літаків (станом на 2024 рік[12]), з яких
  - 36 багатоцільових винищувачів МіГ-29
  - 36 фронтових бомбардувальників Су-24
  - 59 багатоцільових винищувачів Су-30МКА
  - 6 транспортних літаків Beech 300 King Air
  - 3 транспортні літаки Beech C90B King Air
  - 12 транспортних літаків Beech 1900D
  - 5 транспортних літаків Beech 200T King Air

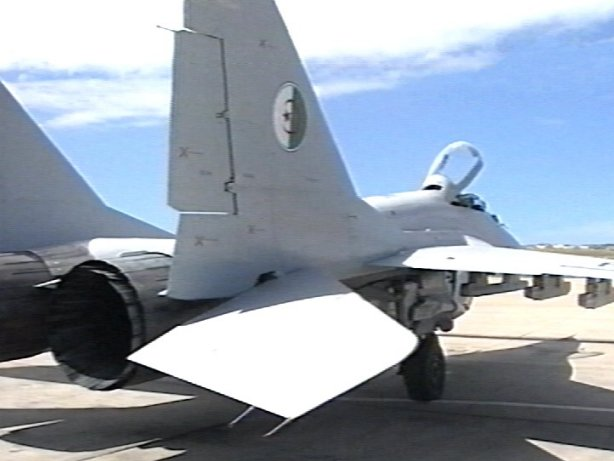
МіГ-29 алжирських ПС
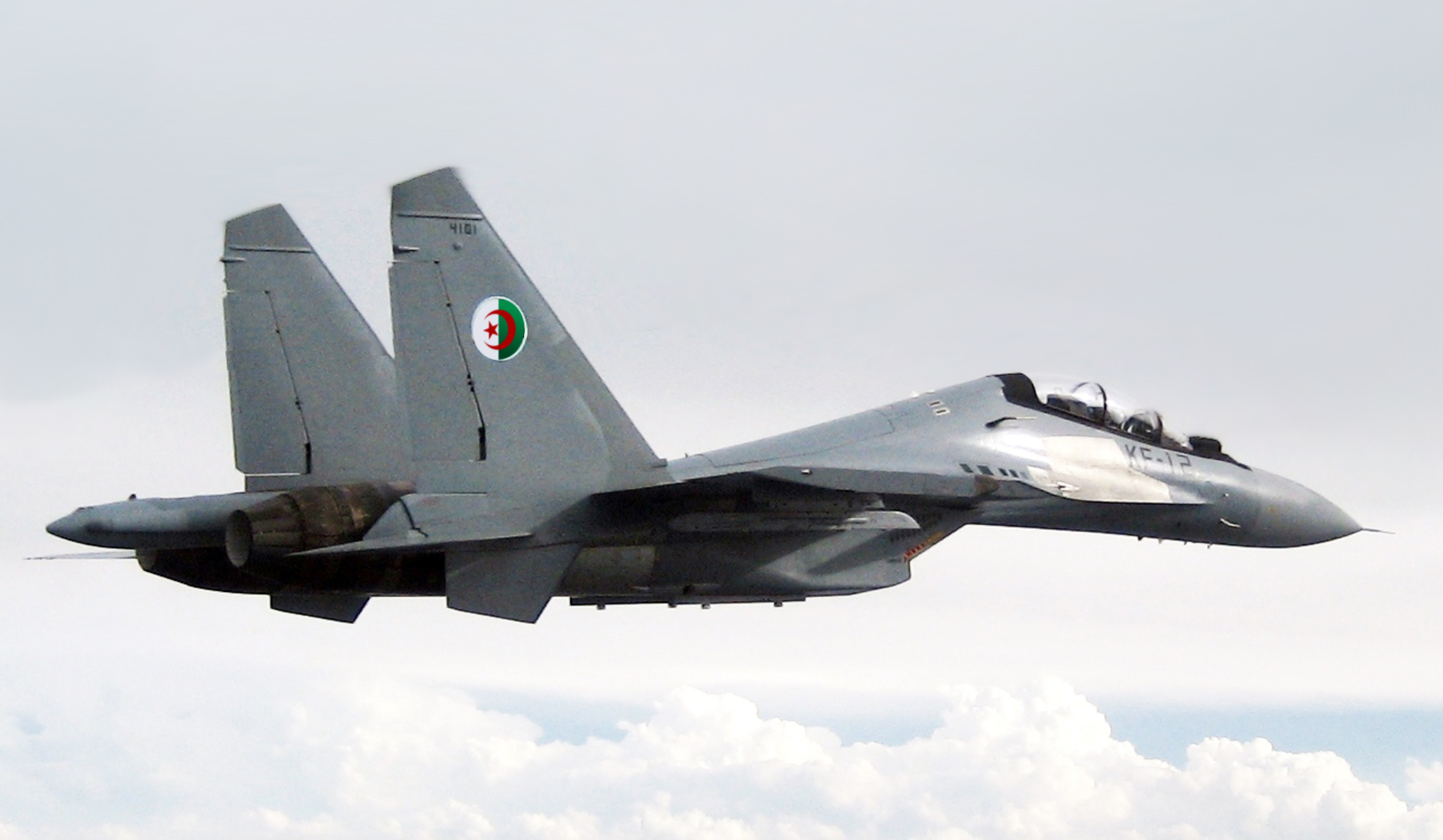
Су-30МКА алжирських ПС
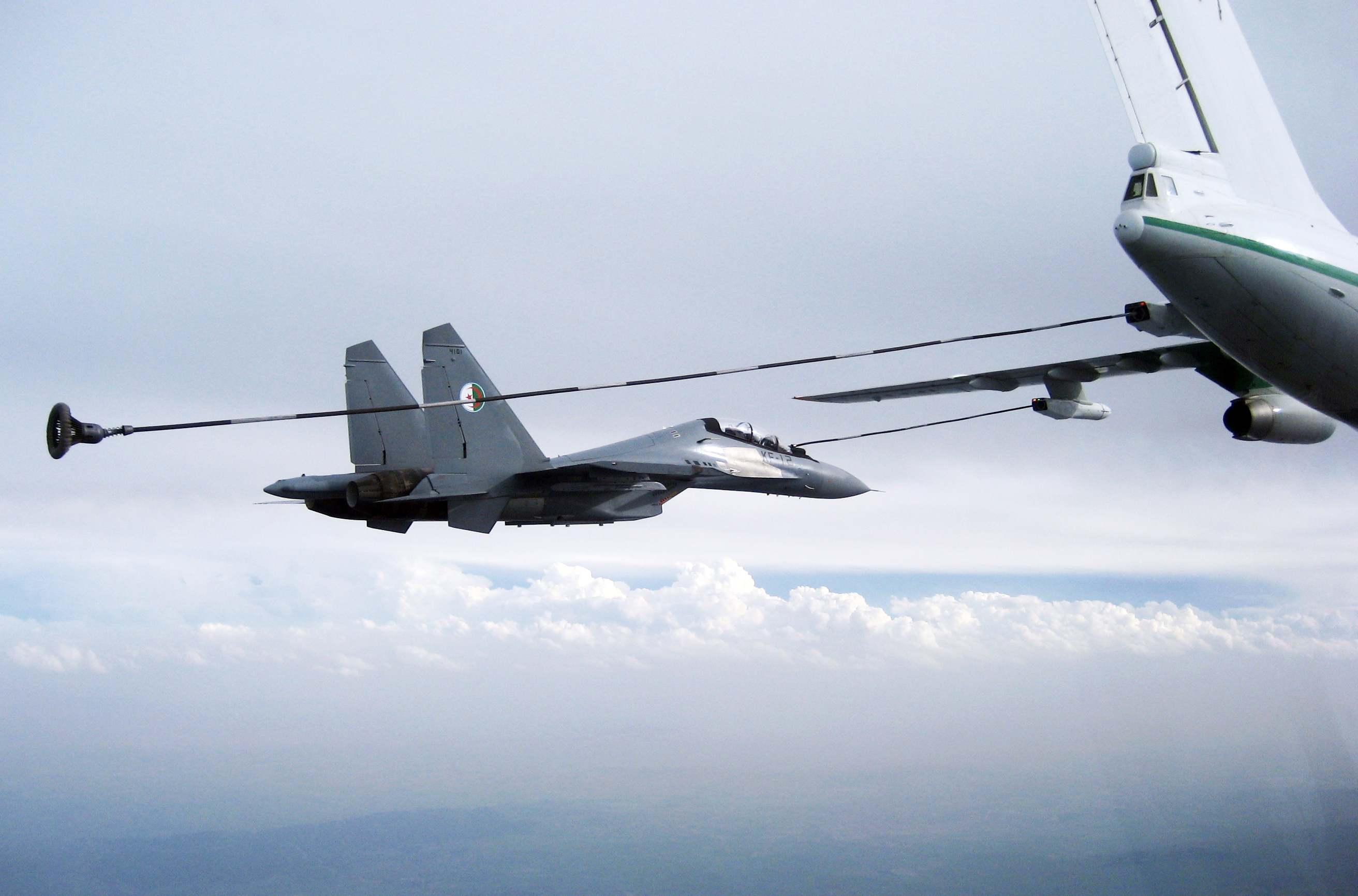
Дозаправлення Су-30МКА у повітрі
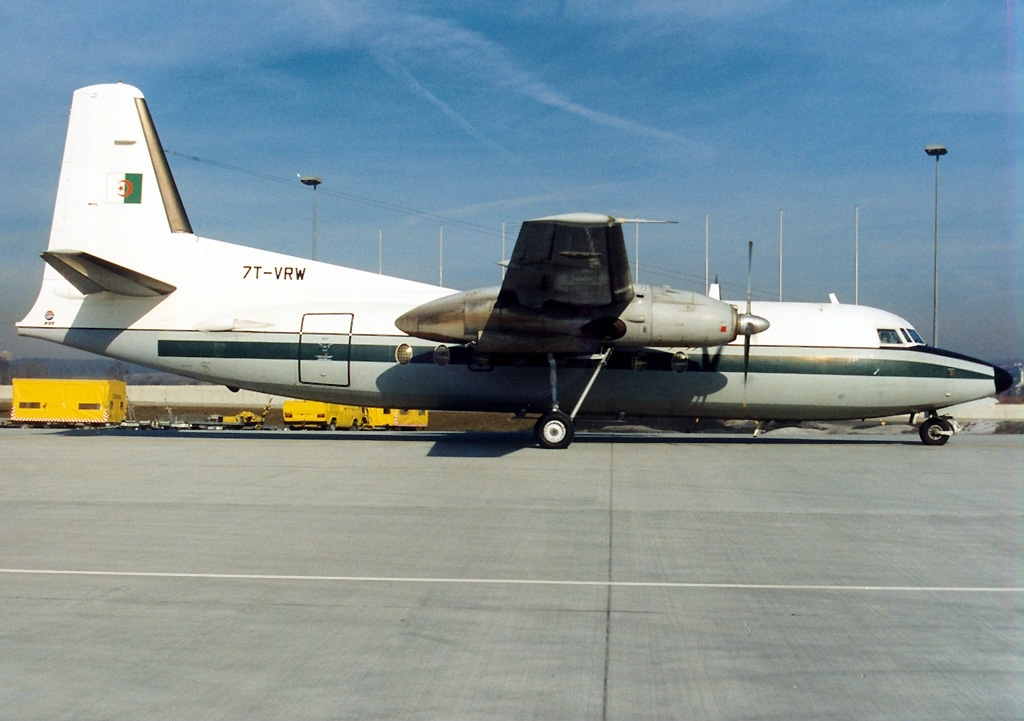
Транспортний літак Fokker-27 алжирських ПС

- - 6 літаків-заправників Іл-78 «Мідас»; (Україна)
  - 16 транспортних літаків C-130H «Геркулес»
  - 11 важких транспортних літаків Іл-76
  - 3 транспортні літаки Falcon-900
  - 1 транспортні літаки Gulfstream-5
  - 4 транспортні літаки Gulfstream-4
  - 2 транспортні літаки L-100-30
  - 6 транспортних літаків C-295М
  - 2 транспортні літаки Fokker-27
  - 16 тренувальних літаків Як-130
  - 36 тренувальних літаків L-39ZA «Альбатрос»
  - 7 тренувальних літаків L-39C
  - 40 тренувальних літаків Z-142

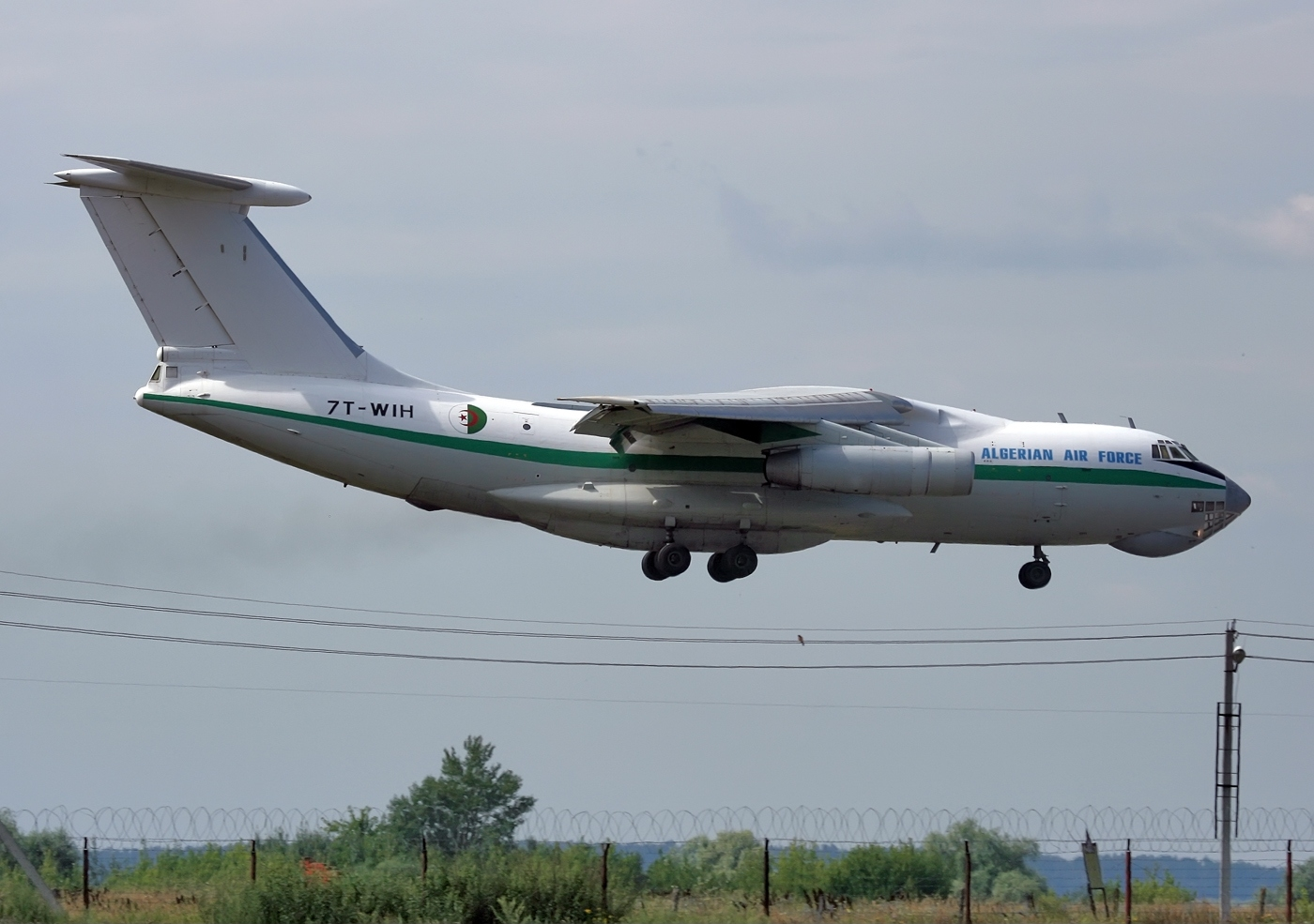
Транспортний літак ІЛ-78
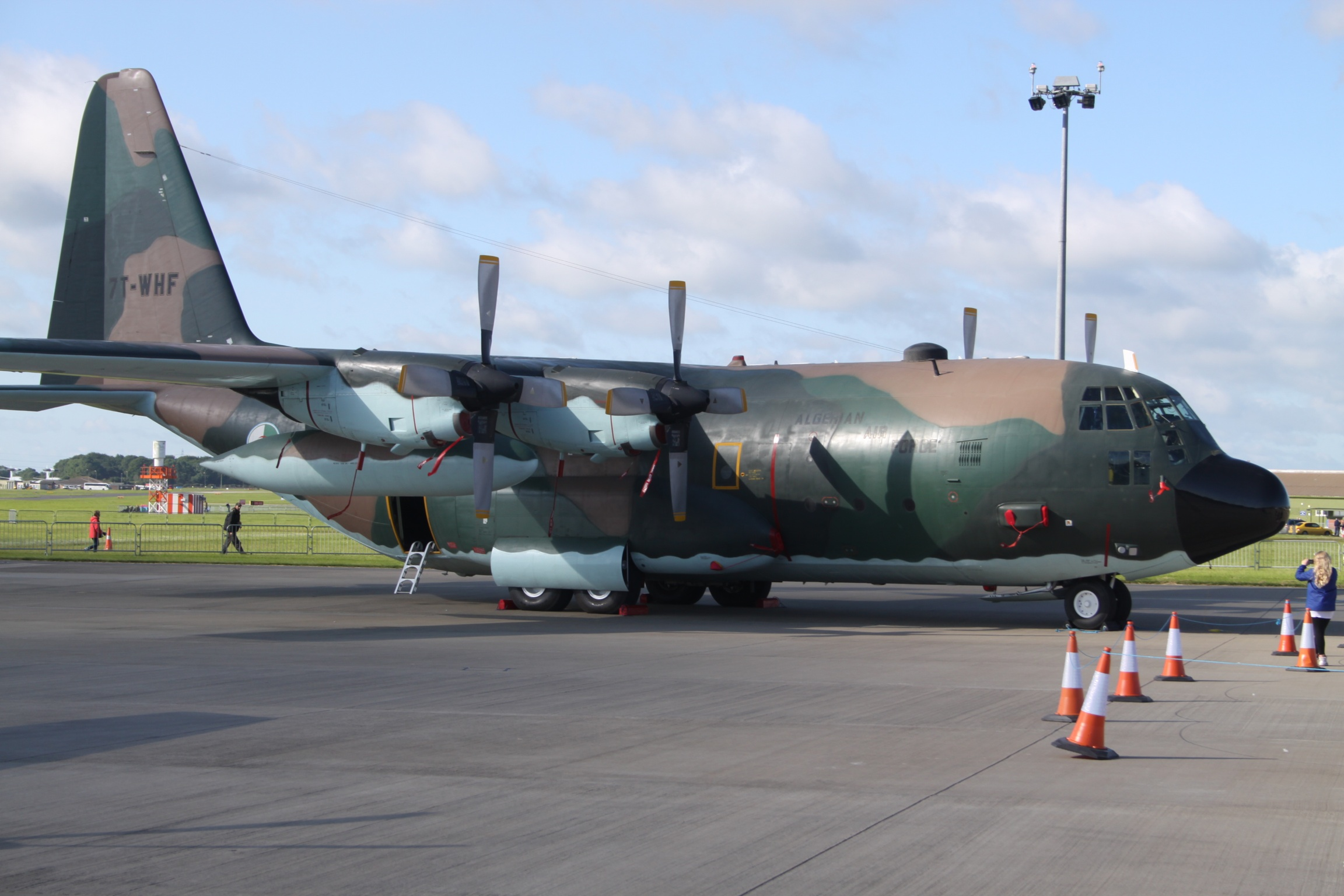
Транспортний літак C-130H «Геркулес»

- до 200 бойових і транспортних вертольотів, з яких
  - 2 Мі-4,
  - 5 Мі-6,
  - 35 ударних вертольотів Мі-24 (СРСР, Україна),
  - 108 багатоцільових вертольотів Мі-8 і Мі-17,
  - 8 багатоцільових вертольотів AS-355 «Екюрей»,
  - 30 тренувальних вертольотів Мі-2 (СРСР, Польща);
- 10 безпілотних літальних апаратів «Сікер» (Південно-Африканська Республіка)[6][9].

Військово-повітряні бази: Алжир, Біскра, Тіндуф, Оран, Буфарік, Дар-ель-Бейда.

## ВМС
До складу військово-морських сил Алжиру входять: флот, морська піхота, берегова охорона, берегова оборона і частини забезпечення.
Чисельність особового складу військово-морського флоту, станом на 1997 рік, становила 7 тис. осіб, з яких морська піхота (1 батальйон 600 осіб), берегова охорона (500 осіб), берегова оборона (1 дивізіон ракетного комплексу «Рубеж-Э» з протикорабельними ракетами П-15-4). Комлектування здійснюється за наймом.
Верховне командування військово-морських сил розташовується в столиці держави, Алжирі. Командувач ВМС, станом на 2009 рік, генерал Малек Несіб.
Територіально розрізняють: Західну, Центральну і Східну морські зони Алжиру. Військово-морські бази: Мерс-ель-Кебір, Алжир.
На озброєнні флоту знаходяться:
- 40 надводних кораблів і катерів, з яких
  - 3 фрегати типу 1159.2 «Мурад Раїс», поставлені СРСР у 1981—1982 роках,
  - 3 корвети типу «Джебель Хінуа» і 3 корвети типу 1234Э «Раїс Хаміду», поставлені СРСР у 1980—1982 роках,
  - 1 мінний тральщик Т43,
  - 3 десантні кораблі — проект 771, поставлений СРСР 1976 року, і 2 «Калаат бені Хаммад», збудовані Великою Британією 1984 року,
  - 9 ракетних катерів типу 205 «Оса-2»,
  - 16 артилерійських катерів класу «Кебір» (Велика Британія, Алжир) і РВ-98 (Франція);
- 2 підводні човни 877ЭКМ (СРСР)[6][9].

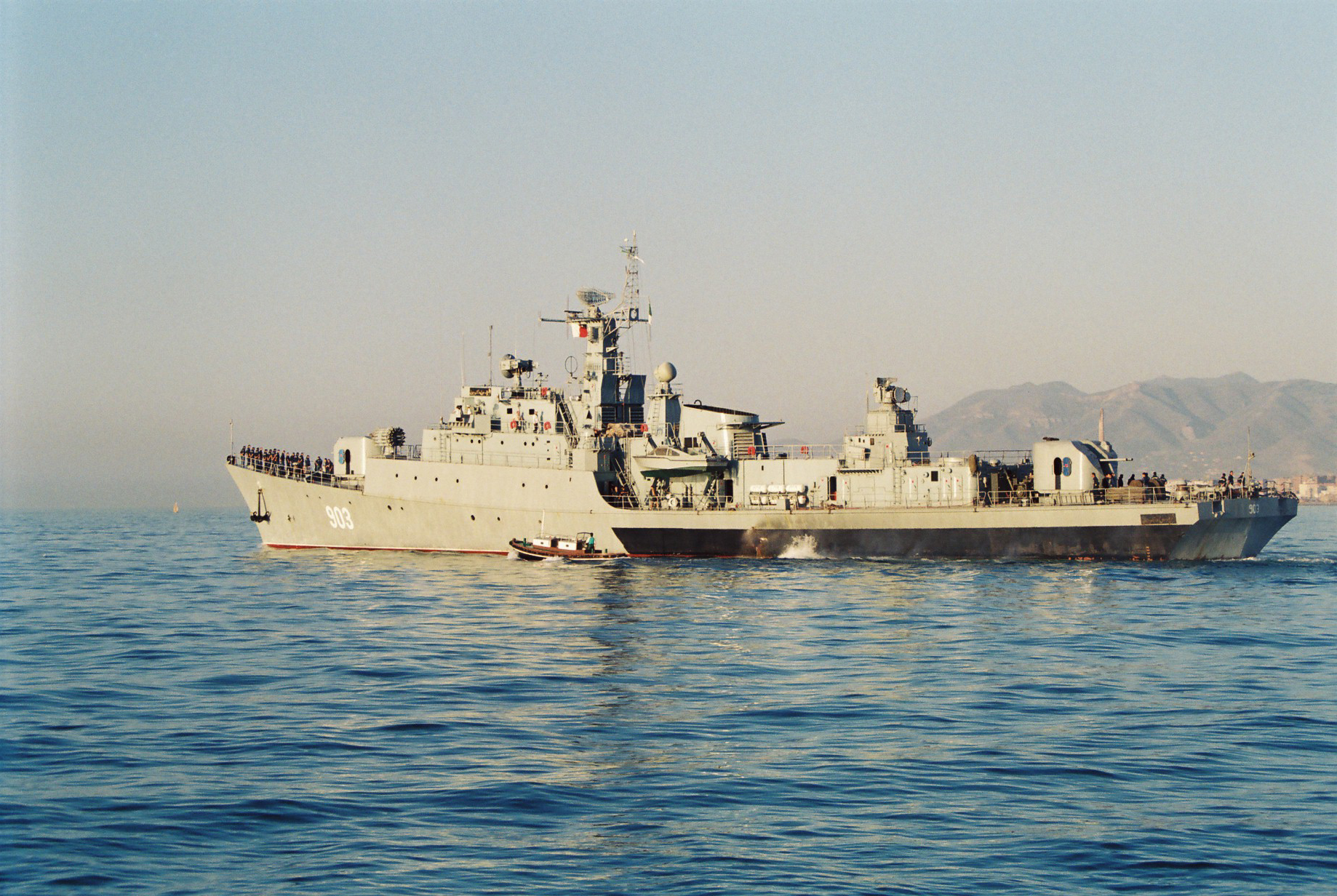
Фрегат «Раїс Корфу»
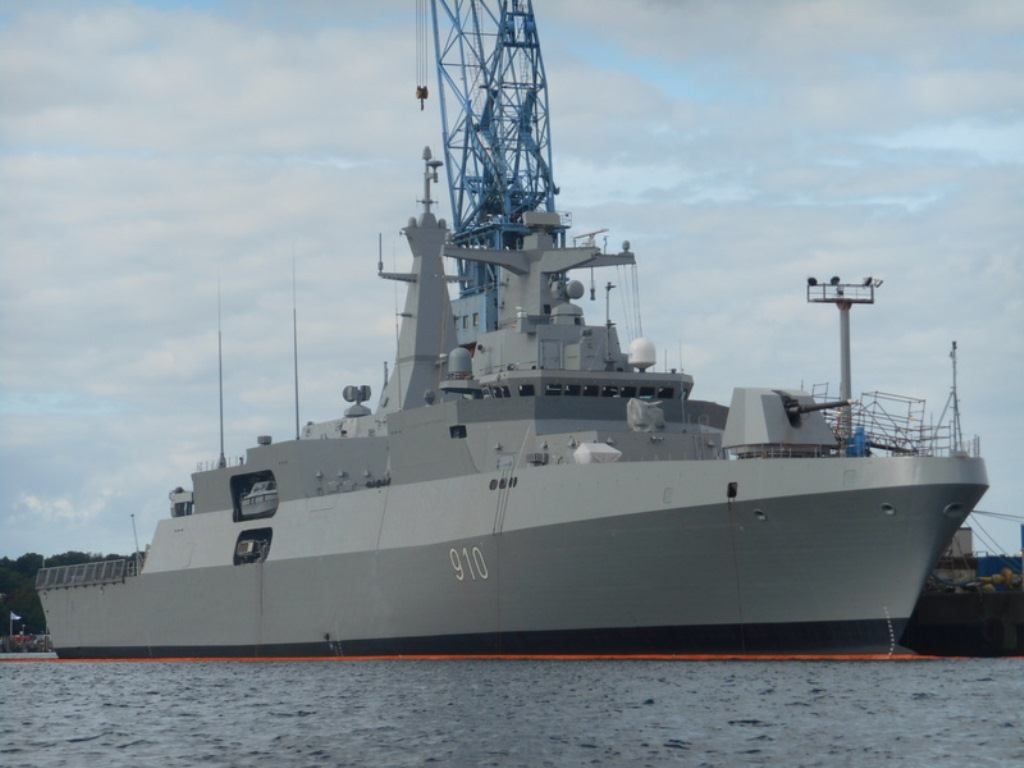
Фрегат типу Meko A-200
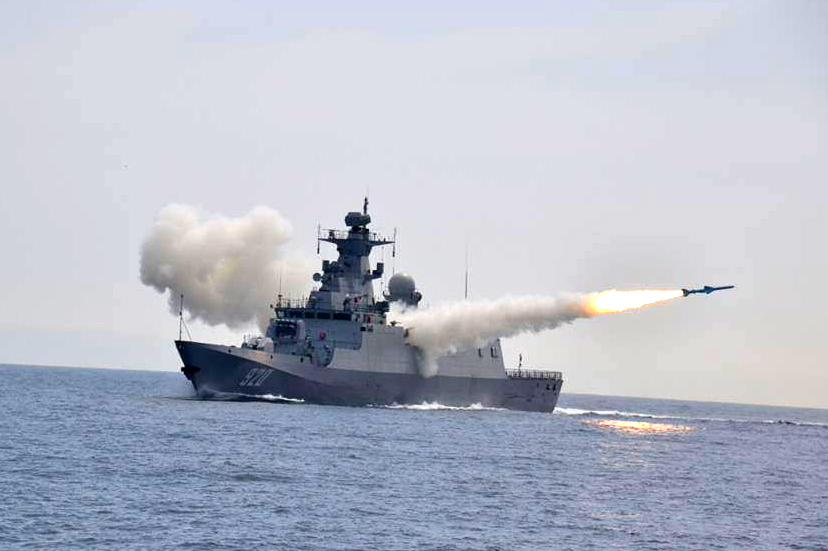
Корвет класу C28A
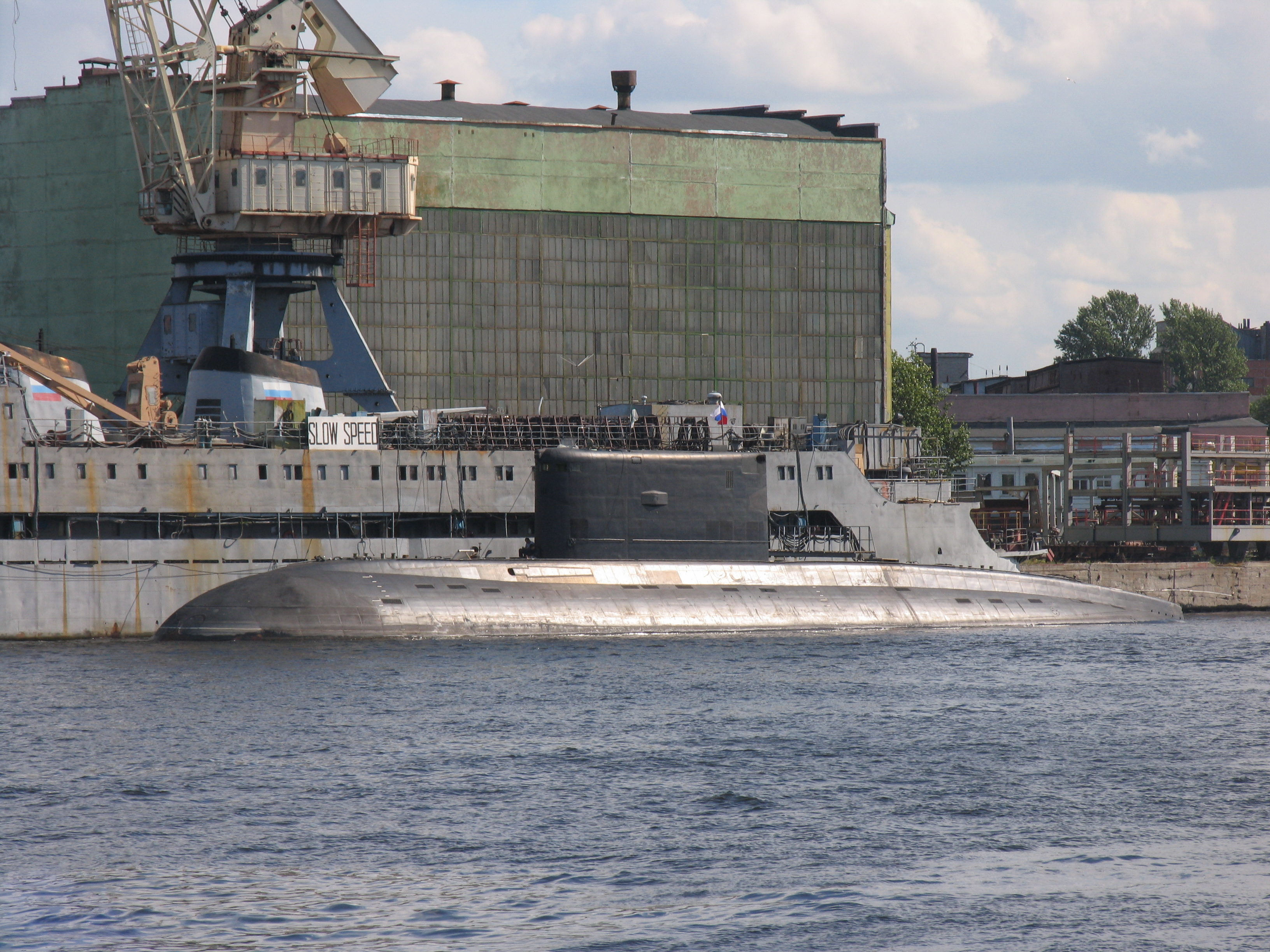
Будівництво підводного човна проекту 636М для ВМФ Алжиру
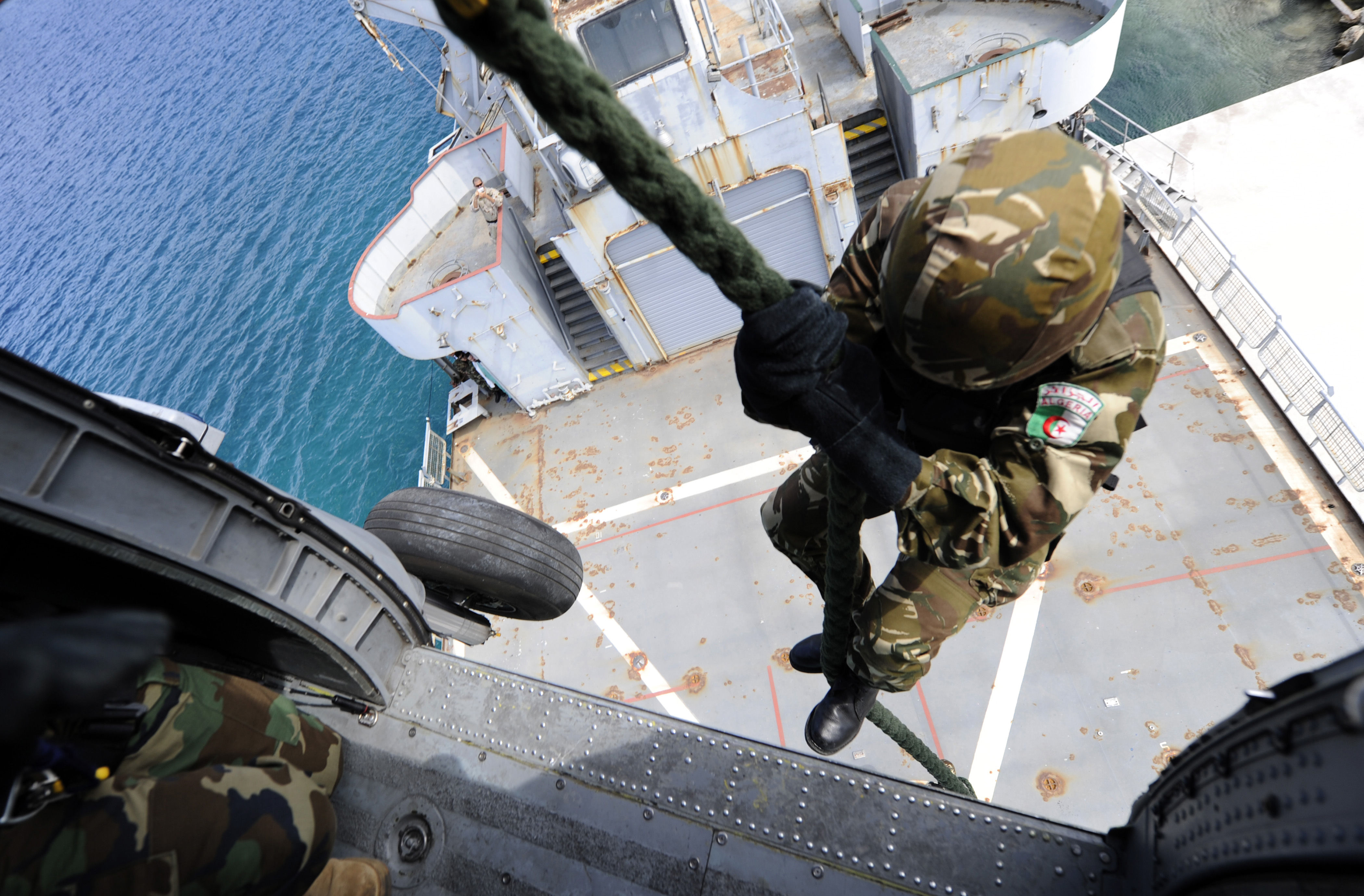
Алжирський морських піхотинець

На озброєнні берегової охорони 15 патрульних катерів: 7 проекту El Mouderrib, 4 — Baglietto, 4 — El Munkid.
У 2011—2012 роках Алжир звернувся до Німеччини і замовив 2 фрегати типу MEKO-A200. У Китаї були замовлені 3 фрегати F-22A.

## Національна жандармерія
Національна жандармерія (25 тис.) підпорядковується міністру оборони і забезпечує громадський порядок, охорону державних об'єктів і державного кордону.

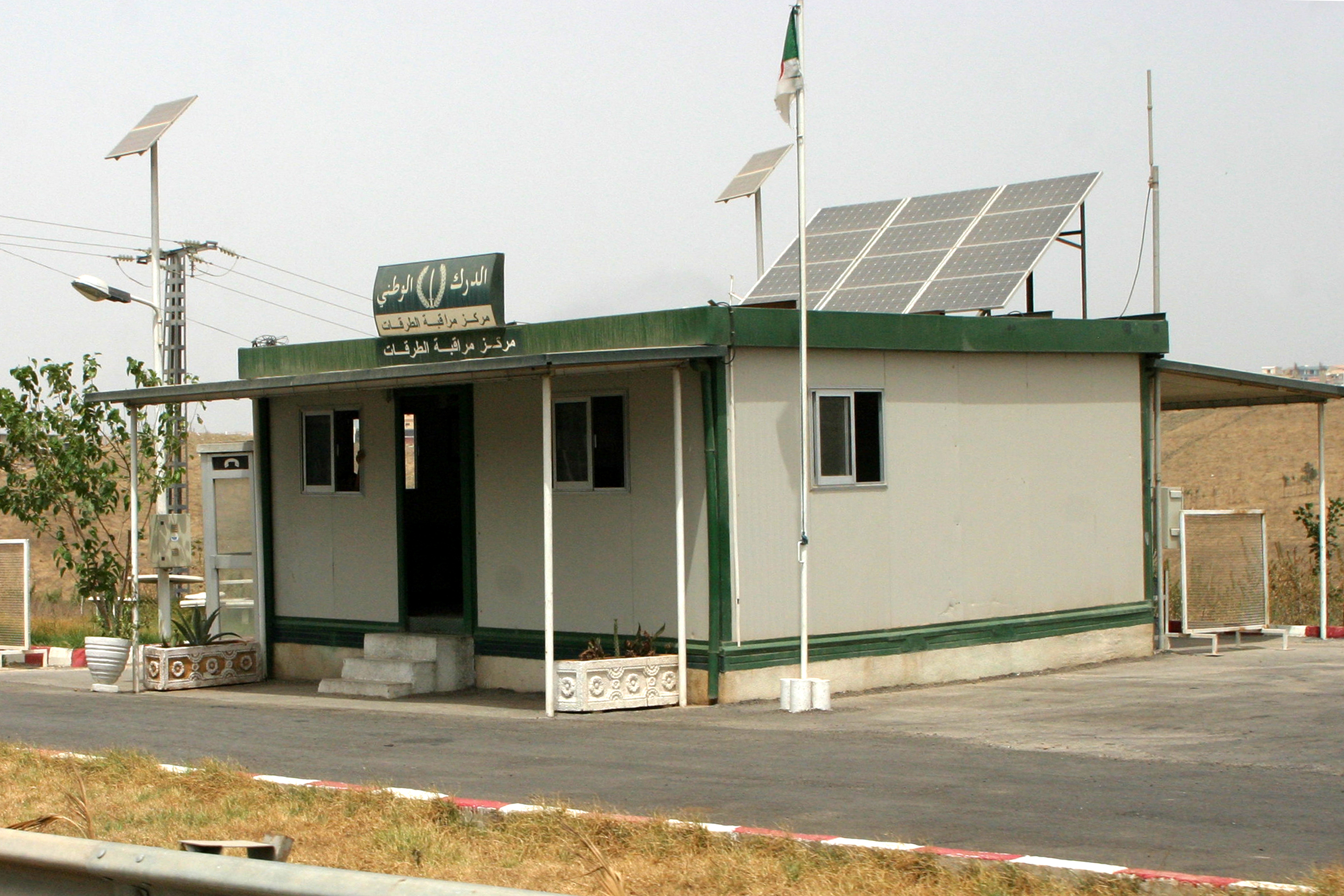
Пост алжирської жандармерії
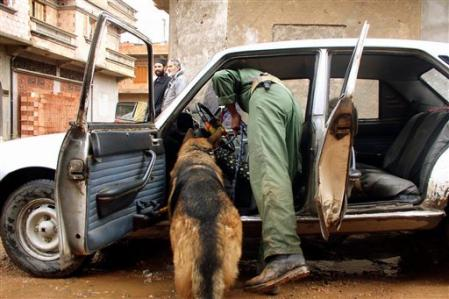
Перевірка автотранспорту
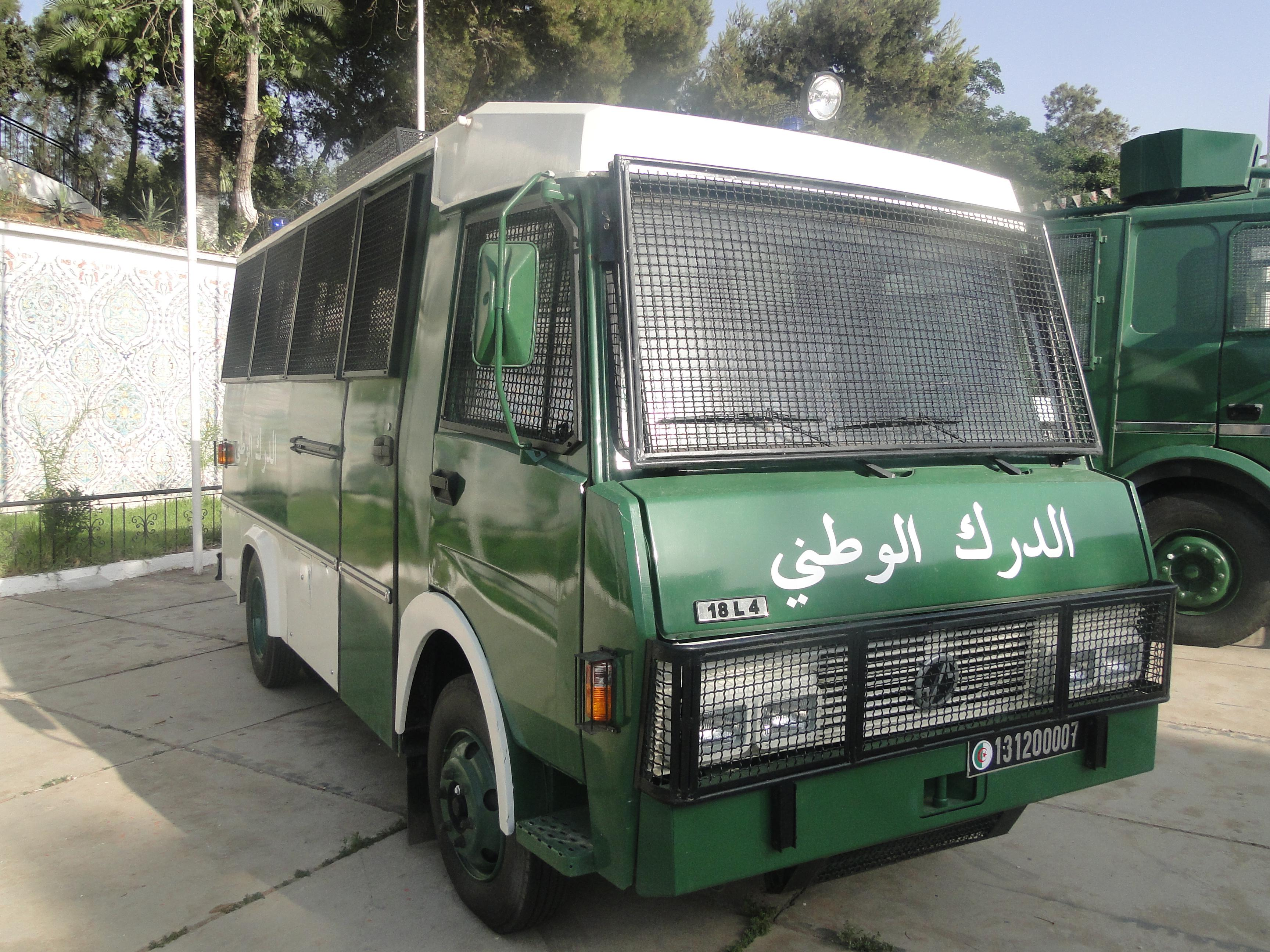
Службове авто алжирської жандармерії

На озброєнні: бронетраспортери AML-60, БРДМ-2, М-3 «Панар», 100 БТР TH-390 «Фахд», вертольоти Мі-2.

## Республіканська гвардія
Республіканська гвардія чисельністю 1200 осіб забезпечує охорону керівництва держави, виконує церемоніальні функції. На озброєнні бронетраспортери AML-60, і М-3 «Панар».

## Інші воєнізовані формування
Комунальна гвардія і міліція — воєнізовані загони міністерства внутрішніх справ загальною чисельністю 150 тис. осіб які виконують завдання підтримки правопорядку. Головним ядром слугує корпус військ безпеки МВД (20 тис. осіб).
Сили національної безпеки — воєнізовані загони міністерства внутрішніх справ загальною чисельністю 16 тис. осіб які виконують завдання підтримки порядку й дотримання законів в пустельних і гірських районах країни.

## Людські резерви
На обліку знаходиться 150 тис. резервістів (віком до 50 років).
Загальні мобілізаційні резерви, станом на 2010 рік, до 8,6 млн чоловіків (у віці 16—49 років) і 8,6 млн жінок (у віці 16—49 років).

## Військова освіта
Офіцерський склад національної народної армії Алжиру комплектується за рахунок випускників вищих військових училищ (3 роки навчання) і цивільних вузів з військовою підготовкою. Головним військовим навчальним закладом країни слугує загальновійськова академія в Шершелі (за 130 км на південний захід від Алжира). З 2009 року планується розширення мережі військово-навчальних закладів за рахунок спеціалізованих ліцеїв.

## Військово-промисловий комплекс
Головними постачальниками зброї та військової техніки для Алжиру історично слугували СРСР (пізніше Росія і Україна), Китай, Німеччина та Італія.